# Lista över rollfigurerna i Pirates of the Caribbean-filmerna
Detta är en lista över några av rollfigurerna i Pirates of the Caribbean-filmerna samlar figurer som förekommer i Pirates of the Caribbean-filmerna.

## KaptenJack Sparrow

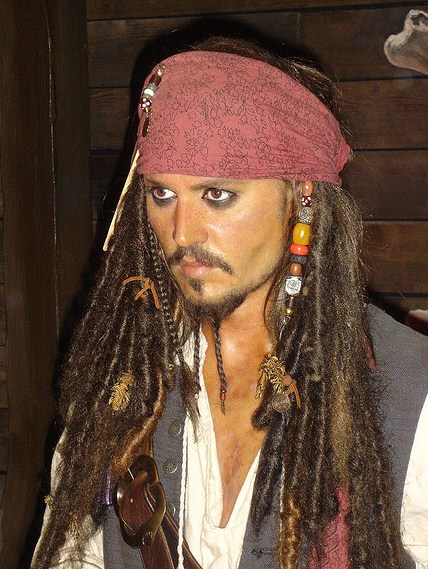
Jack Sparrow som vaxdocka på Madame Tussauds.

- Skådespelare: Johnny Depp
- Filmer: Samtliga

En alkoholiserad piratkapten.

## William Turner
- Skådespelare: Orlando Bloom
- Filmer: 1-3 och 5

En smed som blir pirat för att rädda guvernörsdottern Elizabeth Swann.

## Elizabeth Swann
- Skådespelare: Kiera Knightley
- Filmer: 1-3 och 5

En guvernörsdotter som blir pirat.

## Bootstrap Bill Turner
- Skådespelare:Stellan Skarsgård[1][2]

William Turners far. Han är del av besättningen på Den flygande holländaren med Davy Jones som kapten. I den andra filmen Pirates of the Caribbean: Död mans kista tvingas Will Turner välja mellan att rädda fadern eller Elizabeth, men svär att han en dag ska rädda honom med.

## Kapten Hector Barbossa
- Skådespelare:Geoffrey Rush
- Filmer: Samtliga

Han är kapten på skeppet Svarta Pärlan i den första filmen, han och övriga besättningsmedlemmar är drabbade av en förbannelse, de är odödliga och i månljus ser de ut som skelett. I den tredje filmen försöker han hitta Jack Sparrow. Kaptenen har, som alla andra kaptener i filmerna, existerat på riktigt, men personligheterna har skrivits om.